# Mario Lička
Mario Lička, né le 30 avril 1982 à Ostrava, est un footballeur tchèque évoluant au poste de milieu offensif avec le club tchèque du Sokol Hostouň.

## Parcours en clubs
Formé au Banik Ostrava, il commence sa carrière professionnelle en 2002. En 2003 ce milieu très technique, capable de jouer dans l'axe et de se muer en neuf et demi ou en deuxième attaquant, est élu révélation Tchèque de l'année (en). Il fait partie de l'équipe du Banik Ostrava qui remporte le championnat national lors de la saison 2003-2004.
En août 2004, il participe avec le Banik Ostrava au troisième tour de qualification de la Ligue des Champions contre le Bayer Leverkusen. À la suite de l'élimination du club, il dispute le premier tour de la Coupe UEFA. Lors de cette confrontation, le Banik Ostrava est éliminé par Middlesbrough.
En 2004 il est prêté au club Italien de Livourne. En 2005 il quitte le Banik Ostrava en signant un contrat d'un an pour le club tchèque FC Slovácko.
La saison suivante, après un essai infructueux à West Ham United, il part pour le Championship au Southampton FC où il reste deux saisons avant de retourner dans son club formateur en 2008.
Il participe alors avec le Banik Ostrava aux rencontres face au Spartak Moscou du premier tour de la Coupe UEFA 2008-2009.
Avec 8 buts lors de ses 29 matchs, il termine meilleur buteur de son club lors du Championnat de République tchèque 2009-2010, que le Banik Ostrava termine à la troisième place.
Le 10 juin 2010 il signe un contrat de 3 ans avec le club français du Stade brestois promu en Ligue 1. Le transfert est évalué à 250 000 euros.
En 2013, il retourne dans son pays dans l'un des plus prestigieux club : le Slavia Prague alors dans une pente descendante, il ne fait que 17 matchs avec une équipe qui peine en championnat.
En 2014, il retourne en France dans l'ambitieux club du FC Istres qui est un logique prétendant à la montée avec un budget supérieur à certains clubs de Ligue 2 (15 millions d'euros). Malgré une saison pleine (31 matchs), le club n'atteint pas son objectif de remontée immédiate, pire il descend en CFA.
Le joueur quitte donc la France pour la Pologne et l'un des nouveaux promus en première division :  Bruk-Bet Nieciecza|

## Note
Mario Lička parle parfaitement le français et connaît déjà bien l'hexagone. Il est en effet le fils de Verner Lička, ancien attaquant du FC Grenoble, de Calais et de l'Olympique Grande-Synthe. Son frère Marcel Lička (de) est aussi un footballeur professionnel.

## Sélection nationale
Mario Lička participe en novembre 2009 à deux matchs amicaux de l'équipe de République tchèque contre les Émirats arabes unis et l'Azerbaïdjan à l'occasion de la coupe internationale des Emirats Arabes Unis (en). En novembre 2010, il participe à un match amical contre le Danemark.

## Palmarès
- Champion de République tchèque en 2004 avec le Baník Ostrava
- Révélation Tchèque de l'année 2003 (en)

## Carrière
| Saison            | Club                      | Pays               | Championnat    | Championnat | Championnat | Championnat  | Championnat  | Coupes nationales | Coupes nationales | Coupe d'Europe | Coupe d'Europe | Coupe d'Europe | Rép. tchèque | Rép. tchèque |
| Saison            | Club                      | Pays               | Division       | Matchs      | Buts        | Cartons      | Cartons      | Matchs            | Buts              | Type           | Matchs         | Buts           | Matchs       | Buts         |
| ----------------- | ------------------------- | ------------------ | -------------- | ----------- | ----------- | ------------ | ------------ | ----------------- | ----------------- | -------------- | -------------- | -------------- | ------------ | ------------ |
| Saison            | Club                      | Pays               | Division       | Matchs      | Buts        | Carton jaune | Carton rouge | Matchs            | Buts              | Type           | Matchs         | Buts           | Matchs       | Buts         |
| 2002 - 2003       | Banik Ostrava             | République tchèque | Gambrinus liga | 25          | 7           | 0            | 0            | -                 | -                 | -              | -              | -              | -            | -            |
| 2003 - 2004       | Banik Ostrava             | République tchèque | Gambrinus liga | 29          | 4           | 1            | 0            | -                 | -                 | -              | -              | -              | -            | -            |
| 2004 - janv. 2005 | Banik Ostrava             | République tchèque | Gambrinus liga | 11          | 1           | 1            | 0            | -                 | -                 | C1+C3          | 2+2            | 0+0            | -            | -            |
| janv. 2005 - 2005 | AS Livourne Calcio (prêt) | Italie             | Serie A        | 4           | 0           | 0            | 0            | -                 | -                 | -              | -              | -              | -            | -            |
| 2005 - 2006       | FC Slovácko               | République tchèque | Gambrinus liga | 28          | 1           | 4            | 0            | -                 | -                 | -              | -              | -              | -            | -            |
| 2006 - 2007       | Southampton FC            | Angleterre         | Championship   | 15          | 1           | 0            | 0            | 4                 | 0                 | -              | -              | -              | -            | -            |
| 2007 - 2008       | Southampton FC            | Angleterre         | Championship   | 12          | 0           | 0            | 0            | 1                 | 0                 | -              | -              | -              | -            | -            |
| 2008 - 2009       | Banik Ostrava             | République tchèque | Gambrinus liga | 29          | 5           | 2            | 1            | 5                 | 1                 | C3             | 2              | 0              | -            | -            |
| 2009 - 2010       | Banik Ostrava             | République tchèque | Gambrinus liga | 29          | 8           | 3            | 0            | 4                 | 0                 | -              | -              | -              | 2            | 0            |
| 2010 - 2011       | Stade brestois            | France             | Ligue 1        | 35          | 3           | 2            | 0            | -                 | -                 | -              | -              | -              | 1            | 0            |
| 2011 - 2012       | Stade brestois            | France             | Ligue 1        | 25          | 0           | 1            | 0            | 2                 | 0                 | -              | -              | -              | -            | -            |
| 2012 - 2013       | Stade brestois            | France             | Ligue 1        | 24          | 0           | 3            | 0            | 2                 | 0                 | -              | -              | -              | -            | -            |

Au 2 juin 2013
Source : LFP (Ligue de Football Professionnel)